# Knežica (Petrovac na Mlavi)
Pour les articles homonymes, voir Knežica.
Knežica (en serbe cyrillique : Кнежица) est un village de Serbie situé dans la municipalité de Petrovac na Mlavi, district de Braničevo. Au recensement de 2011, il comptait 645 habitants.

## Démographie

### Évolution historique de la population
| 1948  | 1953  | 1961  | 1971  | 1981  | 1991  | 2002 | 2011 |
| ----- | ----- | ----- | ----- | ----- | ----- | ---- | ---- |
| 1 551 | 1 570 | 1 609 | 1 559 | 1 120 | 1 016 | 748  | 645  |

|  |